# Theocris
Theocris is een kevergeslacht uit de familie van de boktorren (Cerambycidae). De wetenschappelijke naam van het geslacht werd voor het eerst geldig gepubliceerd in 1858 door Thomson.

## Soorten
Theocris is monotypisch en omvat slechts de volgende soort:
- Theocris saga Thomson, 1858